# Midori Gotō
Midori Gotō (jap. 五嶋みどり Gotō Midori; ur. 25 października 1971 w Osace) – japońska skrzypaczka.

## Życiorys
Pierwsze lekcje gry na skrzypcach pobierała od swojej matki, Setsu Gotō. W 1981 roku wyjechała do Stanów Zjednoczonych, gdzie była uczennicą Dorothy DeLay w Aspen Music School i Juilliard School. W 1982 roku wystąpiła na koncercie sylwestrowym z orkiestrą New York Philharmonic pod batutą Zubina Mehty. Koncertowała w Ameryce, Europie i Azji z takimi orkiestrami jak Berliner Philharmoniker, Boston Symphony Orchestra, Chicago Symphony Orchestra, Cleveland Orchestra, Philadelphia Orchestra, Los Angeles Philharmonic i London Symphony Orchestra. Występowała pod batutą Claudia Abbado, Leonarda Bernsteina, Raymonda Lepparda, Zubina Mehty, Andrégo Previna, Lorina Maazela, Daniela Barenboima, Charles’a Dutoit i Ernsta von Dohnányiego, u boku takich solistów jak m.in. Władimir Aszkenazi, Yo-Yo Ma, Isaac Stern, Pinchas Zukerman i Mstisław Rostropowicz. Zasłynęła wykonaniami Koncertu skrzypcowego Dvořáka, Koncertu skrzypcowego Sibeliusa i Fantazji szkockiej Brucha.
Związana kontraktem z firmą Sony, za płytę z nagraniem Kaprysów Niccolò Paganiniego była w 1990 roku nominowana do nagrody Grammy. W 1990 roku wystąpiła z recitalem w nowojorskiej Carnegie Hall. W 1994, 1995 i 1997 roku występowała w Polsce. W 1992 roku założyła Midori Foundation, zajmującą się promocją muzyki klasycznej wśród dzieci.
Otrzymała liczne wyróżnienia japońskie i amerykańskie, m.in. Japan Crystal Award w 1988 roku. Laureatka Kennedy Center Honors (2020).
Gra na skrzypcach „Jupiter” Stradivariego z 1722 roku i „Ex-David” Guarneriego z 1735 roku.